# Mixomelia palumbina
Mixomelia palumbina là một loài bướm đêm trong họ Noctuidae.